# Idiomas oficiales de la ONU
Los idiomas oficiales de la ONU (Organización de las Naciones Unidas) son los seis idiomas que son usados en reuniones de esta organización, y en que están escritos todos los documentos oficiales de la ONU. Estos son:
- Idioma árabe
- Idioma chino mandarín
- Idioma español
- Idioma francés
- Idioma inglés
- Idioma ruso

Estas lenguas son usadas en reuniones de varios órganos de la ONU, particularmente la Asamblea General (Artículo 51 de sus Reglas de Procedimiento) y el Consejo de Seguridad (Artículo 41 de sus Reglas de Procedimiento). Cada representante de un país puede hablar en cualquiera de estas seis lenguas, o puede hablar en cualquier lengua y proporcionar interpretación en uno de los seis lenguajes oficiales. La ONU provee interpretación simultánea de la lengua oficial a las otras cinco lenguas oficiales.

## Uso de los idiomas oficiales
Según un estudio del 2010 del Instituto Cervantes, el uso de lenguas en las reuniones (o lengua de trabajo) de las Naciones Unidas demostró que el inglés era usado en el 98 % de las reuniones, seguido por el francés (87 %) y el español (34 %). Por debajo de estos tres seguían el ruso (10 %), árabe (7 %) y chino (3 %).
De las treinta agencias de las Naciones Unidas, los siguientes eran los idiomas oficiales más comunes:
Idioma oficial:
1. francés e inglés (97 % de agencias cada uno)
2. árabe (80 %)
3. español (77 %)
4. ruso (73 %)
5. chino (70 %)

Lengua de trabajo:
1. inglés (100 % de agencias)
2. francés (90 %)
3. español (50 %)
4. árabe (30 %)
5. ruso (27 %)
6. chino (23 %)

## Días de los idiomas oficiales de la ONU
- 20 de marzo - Día de la Lengua Francesa  (día internacional de la francofonía).[2]
- 20 de abril - Día de la Lengua China  (dedicado a Cangjie, el inventor del sistema de la escritura china).[2]
- 23 de abril - Día de la Lengua Española y Día de la Lengua Inglesa (el Día de la Lengua Española se celebraba originalmente el 12 de octubre en honor al Día de la Hispanidad celebrado en el mundo hispano,[3] pero se cambió más tarde al 23 de abril en honor a Miguel de Cervantes, aniversario de su muerte en 1616.[4][2] El Día de la Lengua Inglesa se celebra en esta fecha debido al cumpleaños y fallecimiento[n 1] de William Shakespeare).[2]
- 6 de junio - Día de la Lengua Rusa (cumpleaños de Aleksandr Pushkin).[2]
- 18 de diciembre - Día Mundial de la Lengua Árabe  (el día de la aprobación en 1973 de la decisión de incluir el idioma árabe entre los idiomas oficiales y de trabajo de la Asamblea General y sus Comisiones Principales).[2]

## Otros idiomas
Ha habido varios intentos de incorporar otras lenguas, como bengalí, portugués, hindi o indonesio. Ninguno de esos intentos fructificó. No obstante, en la UNESCO hay 9 lenguas oficiales, incorporando también italiano, portugués e hindi. El Servicio de Radio de Naciones Unidas emite, además de los seis idiomas oficiales, en portugués, suajili y bengalí.
El portugués es ampliamente debatido y los lusoparlantes abogan por un mayor reconocimiento de su idioma, ya que se habla en Europa (Portugal), América (Brasil), África (Angola, Mozambique, Cabo Verde, Guinea-Bissau, Santo Tomé y Príncipe), Asia (Macao, Goa, Damán y Diu) y Oceanía (Timor Oriental). Debido a esto, la Comunidad de Países de Lengua Portuguesa (CPLP) exige un estado oficial para este idioma (con 267 millones de personas que usan este idioma con fluidez), mientras que el uso de la Lengua portuguesa está creciendo fuertemente, gracias al aumento de la población brasileña. El 1 de noviembre de 2016, la propuesta fue aprobada para que el portugués sea un idioma oficial de la ONU. Propuesta realizada por el presidente de Brasil, Michel Temer, al final de la XI Conferencia de Jefes de Estado y de Gobierno de la CPLP en Brasil.

## Nota
1. ↑  En el calendario juliano